# Temelucha asperata
Temelucha asperata là một loài tò vò trong họ Ichneumonidae.